# Вальдиватское сельское поселение
Вальдива́тское се́льское поселе́ние — муниципальное образование в составе Карсунского района Ульяновской области. Административный центр — село Вальдиватское. 

## Население
| 2010  | 2012  | 2013  | 2014  | 2015  | 2016  | 2017  |
| ----- | ----- | ----- | ----- | ----- | ----- | ----- |
| 2342  | ↘2278 | ↘2207 | ↘2147 | ↘2109 | ↘2094 | ↘2076 |
| 2018  | 2019  | 2020  | 2021  |       |       |       |
| ↘2015 | ↘1972 | ↘1906 | ↘1860 |       |       |       |

## Состав сельского поселения
В состав поселения входят 6 населённых пунктов: 5 сёл и 1 деревня.
| № | Населённый пункт  | Тип населённого пункта       | Население |
| - | ----------------- | ---------------------------- | --------- |
| 1 | Большая Кандарать | село                         | 538       |
| 2 | Вальдиватское     | село, административный центр | 520       |
| 3 | Малая Кандарать   | село                         | ↘150      |
| 4 | Потьма            | село                         | 254       |
| 5 | Стрелецкая        | деревня                      | 147       |
| 6 | Усть-Урень        | село                         | 733       |